# Узлазне артериоле
Узлазне артериоле или аферентне артериоле су група крвних артеријских судова који доводе крв у и из гломерула у бубрезима и снабдевају бубрежне нефроне у многим екскреторним системима. Они играју важну улогу у регулацији крвног притиска као део тубулогломеруларног повратног механизма.
Узлазне артериоле  су гране бубрежних артерија, која снабдева крвљу бубреге. Оне се потом гранају  у капиларе гломерула.
Аферентне артериоле су дефинисане као скуп малих артерија које доводе крв у и из гломерула у бубрезима. Аферентне артериоле се гранају у капиларе, које се спајају у еферентне артериоле. Врећица налик чаши обухвата гломерул. Гломеруларне капиларе се налазе између аферентних и еферентних артериола и место су гломеруларне филтрације. Непрекидан проток крви од срца до бубрега обезбеђује правилну филтрацију крви. 

## Терминологија
Термин аферентни (узлазни) односи се на довођење крви до органа или дела органа. Крв тече од аферентних артериола до гломерула нефрона. Гломерул се формира од капилара које потичу из аферентне артериоле и спајају се у еферентну (силазну) артериолу. Ови капиларе се називају гломеруларни капилари. Узлазне артериола  директно  хране крвљу гломеруларне капиларе.
Термин гломеруларни филтрат  се користи за описивање  филтрације течности у гломеруларним филтрима бубрега. Како је пречник аферентне артериоле већи од пречника еферентне артериоле; то  омогућава повећан крвни притисак у гломерулу који је неопходан за ултрафилтрацију. 

## Анатомија
Аферентне артериоле се дефинишу као крвни судови који потичу из артерија и гранају се  у гломеруларне капиларе, који се спајају са еферентним артериолама, у облику врећица налик чаши која обухвата гломерул. Гломеруларни капилари који се налазе између узлазних (аферентних) и силазних (еферентних) артериола, место су гломеруларне филтрације.  Захваљујући непрекидном протоку крви од срца до бубрега у гломеруларним  капиларима се обезбеђује правилна филтрација крви.

## Физиологија
Непрекидан проток крви од срца до бубрега обезбеђује правилну филтрацију крви. Аорта, која се налази у срцу, транспортује крв до бубрежних артерија у сваком бубрегу. Крв из бубрежне артерије се филтрира ситним гломеруларним филтерима који се називају бубрежни нефрони. 
Регулација крвног притиска у аферентним артериолама функционише уз помоћ ослобађеног хормона за регулацији крвног притиска . Азотни оксид и простагландини утичу на отпор артериола. Када је крвни притисак смањен и концентрација јона натријум је смањена, а ћелије у дисталној цеви ослобађају простагландине, стимулишући тако аферентне артериоле да луче ренин. Ренин стимулише систем ренин-ангиотензин-алдостерон. Заузврат, овај систем промовише реапсорпцију јона натријума из гломеруларног филтрата. Поред тога, аферентне артериоле се сужавају да снизе крвни притисак у капиларима бубрега. Аферентне артериоле се сужавају када добију повратну информацију од ћелија дисталних тубула у облику азот-оксида. 
Нормално, пречник узлазне артериоле је већи од пречника силазне артериоле. То значи да крв улази кроз суд већег пречника и излази кроз суд мањег пречника. Ово повећава притисак унутар гломерула, и делује као покретачка сила за филтрацију. Бубрези регулишу брзину гломеруларне филтрације подешавањем притиска унутар гломерула. Ово је све могуће захваљујући подесивом пречнику узлазне (аферентне) и силазне (еферентне) артериоле.

## Клинички значај аферентне артериоле
Кко је неколико болести или стања је повезано са аферентном артериолом, важно је добро познавање улоге аферентних артериола јер то може помоћи у дијагностици и лечењу пацијената у клиничкој пракси.
Простагландини су регулаторне супстанце сличне хормонима које ослобађају ћелије у дисталном тубулу када се проток филтрата кроз дистални тубул успорава или концентрација натријумових јона у филтрату пређе одређену граничну вредност. Хормони простагландина се транспортују назад у аферентне артериоле преко локалног снабдевања крвљу. Аферентне артериоле реагују ослобађањем хормона ренина, што је почетни корак у хормонском систему ренин-ангиотензин-алдостерон система, који се налази у телу који је кључан за регулацију крвног притиска и равнотеже течности.
Примарне компоненте система су три хормона: ренин, ангиотензин 2 и алдостерон. Овај систем је углавноан   брзином бубрежног крвотока, па тако када је бубрежни проток крви смањен (што указује на хипотензију)  постоји смањење концентрације јона натријума или хлорида, макуле денза (лат macula densa)  дисталног тубула који ослобађа простагландине (углавном ПГИ2 и ПГЕ2) и азот оксид, који изазивају јукстагломеруларне ћелије (које облажу аферентне артериоле), да ослободе ренин, активирајући систем ренин–ангиотензин–алдостерон. Активацијом овог система повећава се  крвни притисак и расте реапсорпција натријумових јона у крвотоку под утицајем алдостерона.
Ћелије макуле дензе такође могу повећати крвни притисак у аферентним артериолама смањењем синтезе аденозина.
Ако су аферентне артериоле сужене онда ће се крвни притисак у капиларима бубрега повећати.

## Галерија
- Малпигијево телашце
- Гломерул
- Бубрежно телашце